# Bobby Abreu
Bob Kelly Abreu (Turmero, 11 marzo 1974) è un ex giocatore di baseball venezuelano.

## Minor League
Abreu firmò come free agent amatoriale il 21 agosto 1990 con gli Houston Astros. Nel 1991 iniziò con i GCL Astros rookie finendo con .301 alla battuta, .358 in base, nessun fuoricampo, 20 RBI, 21 punti "run" e 10 basi rubate in 56 partite. Nel 1992 con gli Asheville Tourists A finì con .292 alla battuta, .375 in base, 8 fuoricampo, 48 RBI, 81 punti e 15 basi rubate in 135 partite.
Nel 1993 con gli Osceola Astros A+ finì con .283 alla battuta, .352 in base, 5 fuoricampo, 55 RBI, 62 punti e 10 basi rubate in 129 partite. Nel 1994 con i Jackson Generals AA finì con .303 alla battuta, .368 in base, 16 fuoricampo, 73 RBI, 61 punti e 12 basi rubate in 118 partite.
Nel 1995 con i Tucson Toros AAA finì con .304 alla battuta, .395 in base, 10 fuoricampo, 75 RBI, 72 punti e 16 basi rubate in 114 partite. Nel 1996 con i Toros finì con .293 alla battuta, .389 in base, 13 fuoricampo, 68 RBI, 86 punti e 24 basi rubate in 132 partite.
Nel 1997 giocò con due squadre finendo con .262 alla battuta, .369 in base, 2 fuoricampo, 22 RBI, 54 punti e 7 basi rubate in 50 partite. Nel 2012 con gli Albuquerque Isotopes finì con .353 alla battuta, .450 in base, nessun fuoricampo, 2 punti e nessuna base rubata in 5 partite.

## Major League

### Houston Astros (1996-1997)
Debuttò nella MLB il 1º settembre 1996 contro i Pittsburgh Pirates. Chiuse la sua prima stagione con .227 alla battuta, .292 in base, nessun fuoricampo, un RBI, un punto, nessuna base rubata e 6 eliminazioni in 15 partite. Il 18 novembre 1997 venne ceduto ai Philadelphia Phillies per Kevin Stocker, con gli Astros finì con .250 alla battuta, .329 in base, 3 fuoricampo, 26 RBI, 22 punti, 7 basi rubate, 84 eliminazioni di cui una doppia, 4 assist e 2 errori da esterno in 59 partite.

### Philadelphia Phillies (1998-2006)
Nel 1998 finì con .312 alla battuta, 409 in base (8º nella National League), 17 fuoricampo, 74 RBI, 68 punti, 84 basi concesse (10º nella NL), 19 basi rubate, 272 eliminazioni, 17 assist e 8 errori da esterno in 151 partite. Nel 1999 finì con .335 alla battuta (3º nella NL), .446 in base (3º nella NL), .995 OPS (7º nella NL), 20 fuoricampo, 11 triple (1º nella NL), 93 RBI, 118 punti (5º nella NL), 109 basi concesse (5º nella NL), 27 basi rubate, 160 eliminazioni, 8 assist e 3 errori da esterno destro in 152 partite di cui 145 da partente.
Nel 2000 terminò con .316 alla battuta, .416 in base (9º nella NL), 25 fuoricampo, 10 triple (4º nella NL), 42 doppie (6º nella NL), 79 RBI, 103 punti, 100 basi concesse (7º nella NL), 28 basi rubate (10º nella NL), 335 eliminazioni di cui due doppie, 13 assist e 4 errori da esterno destro in 154 partite di cui 150 da partente. Nel 2001 terminò con .289 alla battuta, .393 in base, 31 fuoricampo, 48 doppie (4º nella NL), 110 RBI, 118 punti (8º nella NL), 106 basi concesse (3º nella NL), 36 basi rubate (4º nella NL), 308 eliminazioni di cui 4 doppie, 11 assist e 8 errori da esterno destro in 162 partite di cui 159 da partente.
Nel 2002 finì con .308 alla battuta, .413 in base (8º nella NL), 20 fuoricampo, 176 valide (9º nella NL), 50 doppie (1º nella NL), 85 RBI, 102 punti (10º nella NL), 104 basi concesse (6º nella NL), 31 basi rubate (7º nella NL), 282 eliminazioni di cui 2 doppie, 10 assist e 5 errori da esterno destro in 157 partite di cui 153 da partente. Nel 2003 finì con .300 alla battuta, .409 in base (8º nella NL), 20 fuoricampo, 101 RBI, 99 punti, 109 basi concesse (4º nella NL), 22 basi rubate (9º nella NL), 304 eliminazioni, 6 assist e 6 errori da esterno destro in 158 partite di cui 156 da partente.
Nel 2004 finì con .301 alla battuta, .428 in base (5º nella NL), .971 OPS (10º nella NL), 30 fuoricampo, 47 doppie (4º nella NL), 105 RBI, 118 punti (4º nella NL), 127 basi concesse (2º nella NL), 40 basi rubate (3º nella NL), 311 eliminazioni di cui 4 doppie, 13 assist e 6 errori da esterno destro in 159 partite di cui 157 da partente. Nel 2005 finì con .286 alla battuta, .405 in base (7º nella NL), 24 fuoricampo, 102 RBI (10º nella NL), 104 punti (7º nella NL), 117 basi concesse (2º nella NL), 31 basi rubate (7º nella NL), 266 eliminazioni, 7 assist e 4 errori da esterno destro in 162 partite di cui 158 da partente.
Il 30 luglio 2006 venne ceduto insieme a Cory Lidle ai New York Yankees per C.J. Henry, Jesus Sanchez, Carlos Monasterios e Matt Smith.
Finì con i Phillies con .277 alla battuta, .427 in base, 8 fuoricampo, 65 RBI, 61 punti, 20 basi rubate, 178 eliminazioni, 4 assist e un errore da esterno destro in 98 partite di cui 95 da partente.

### New York Yankees (2006-2008)
Nel 2006 finì con .330 alla battuta, .419 in base, 7 fuoricampo, 42 RBI, 37 punti, 10 basi rubate, 114 eliminazioni, 6 assist e 2 errori da esterno destro in 58 partite di cui 54 da partente. Nel 2007 finì con .283 alla battuta, .369 in base, 16 fuoricampo, 101 RBI, 123 punti (2º nella American League), 84 basi concesse (10º nella AL), 25 basi rubate, 313 eliminazioni di cui una doppia, 6 assist e 4 errori da esterno destro in 158 partite di cui 150 da partente.
Nel 2008 finì con .296 alla battuta, .371 in base, 20 fuoricampo, 100 RBI, 100 punti, 22 basi rubate, 270 eliminazioni di cui 3 doppie, 10 assist e 2 errori da esterno destro in 156 partite di cui 148 da partente. Il 30 ottobre divenne per la prima volta free agent.

### Los Angeles of Angels of Anaheim (2009-2012)
Il 12 febbraio 2009 firmò con i Los Angeles of Angels of Anaheim finendo con .293 alla battuta, .390 in base, 15 fuoricampo, 103 RBI (8º nella AL), 96 punti, 94 basi concesse (3º nella AL), 30 basi rubate (8º nella AL), 269 eliminazioni di cui 4 doppie, 10 assist e 8 errori da esterno destro in 152 partite di cui 136 da partente. Il 5 novembre firmò un contratto di due anni per 19 milioni di dollari più un terzo opzionale per gli Anaheim (9 milioni). Nel 2010 finì con .255 alla battuta, .352 in base, 20 fuoricampo, 41 doppie (89º nella AL), 78 RBI, 88 punti, 87 basi concesse (6º nella AL), 24 basi rubate, 242 eliminazioni di cui 2 doppie, 7 assist e 6 errori da esterno destro in 154 partite di cui 134 da partente.
Nel 2011 finì con .253 alla battuta, .353 in base, 8 fuoricampo, 60 RBI, 54 punti, 78 basi concesse (9º nella AL), 21 basi rubate, 29 eliminazioni, 2 assist e un errore da esterno destro in 142 partite di cui 28 da partente. Il 27 aprile 2012 venne svincolato finendo con .208 alla battuta, .259 in base, nessun fuoricampo, 5 RBI, un punto, nessuna base rubata e 11 eliminazioni in 8 partite di cui 7 da partente.

### Los Angeles Dodgers (2012)
Il 4 maggio 2012 firmò con i Los Angeles Dodgers finendo con .246 alla battuta, .361 in base, 3 fuoricampo, 19 RBI, 28 punti, 6 basi rubate, 59 eliminazioni di cui una doppia, 2 assist e un errore da esterno sinistro in 92 partite di cui 43 da partente. Il 29 ottobre divenne free agent.

### Seconda volta con i Philadelphia Phillies
Il 21 gennaio 2014 firmo per una seconda volta con i Philadelphia Phillies, ma il 27 marzo venne rilasciato.

### New York Mets (2014)
Il 31 marzo 2014 firmò con i New York Mets, il 21 aprile venne promosso in prima squadra.

## Vittorie
- Division Central della National League: 1

Houston Astros: 1997
- Division East della American League: 1

New York Yankees: 2006
- Division West della American League:1

Los Angeles Angels of Anaheim:2009

## Premi

### Individuale
- (2) All-Star Game (2004, 2005)
- Guanto d'oro (2005)
- Silver Slugger Award (2004)
- Giocatore del mese della National League (5/2005)
- Giocatore del mese della American League (7/2009)
- (3) Giocatore della settimana della National League (3/06/2001,4/07/2004,15/5/2005)
- Giocatore della settimana della American League (16/08/2010)
- Phillies MVP Award (2004)
- Vincitore dell'Home Run Derby (2005)

### Nazionale
- World Baseball Classic:  Medaglia di Bronzo

Team Venezuela: 2009